# Corregidor
Cet article concerne une île des Philippines. Pour la fonction territoriale espagnole, voir Corrégidor.
Corregidor est une île située dans la baie de Manille aux Philippines. Elle fait partie de la municipalité de Cavite.

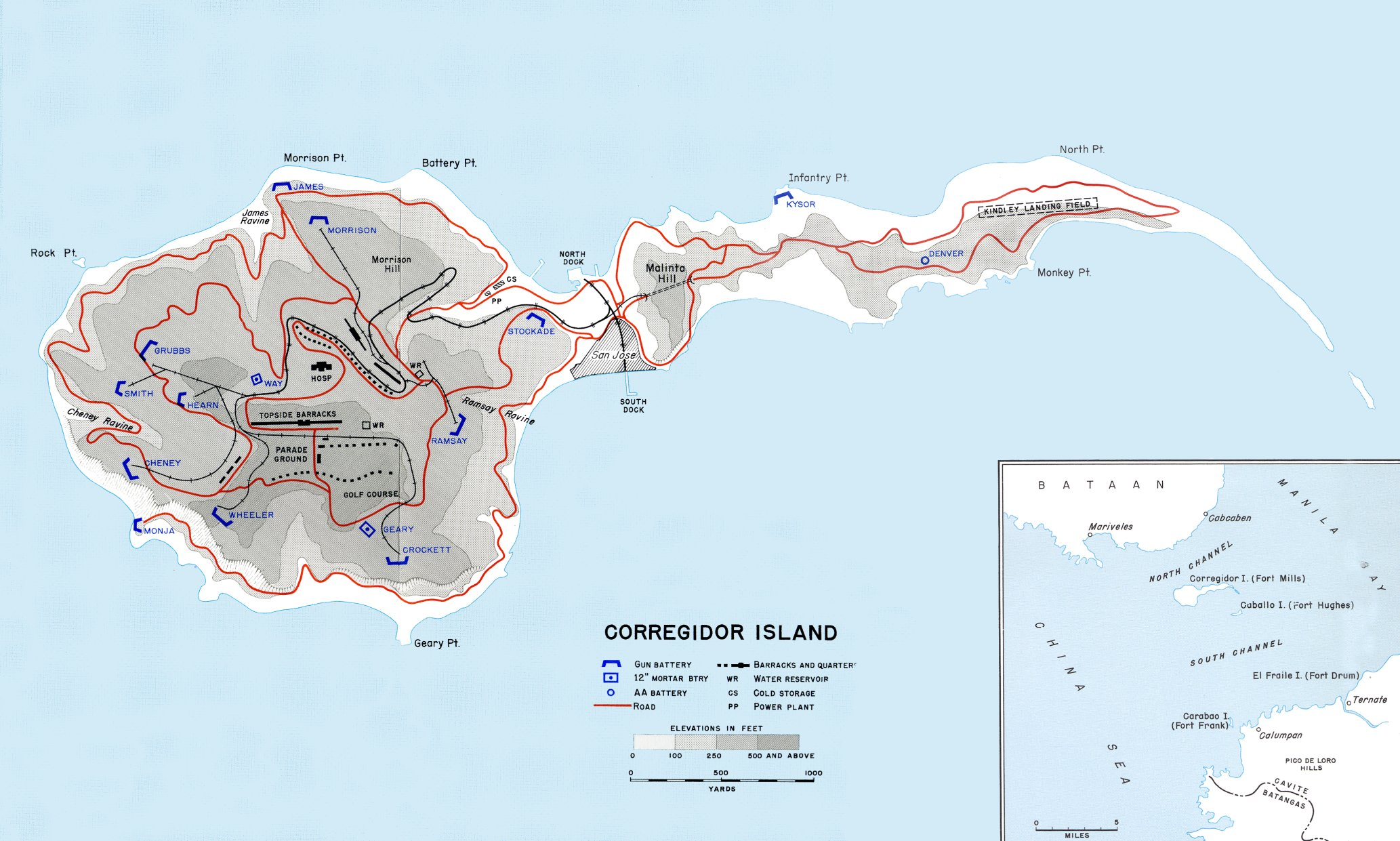
Corregidor en 1941

Située à 48 kilomètres à l'ouest de Manille, l'île a une forme particulière qui rappelle celle d'un têtard avec une queue s'étalant en direction de l'est. Avec sa surface de 9 km², elle se trouve sur une position stratégique puisqu'elle divise l'entrée de la baie de Manille en deux parties au nord et au sud. L'île de Caballo se trouve un peu plus au sud de l'extrémité de l'extension Est de l'île. 
Corregidor a une importante histoire militaire. Elle accueillit le Fort Mills et ses fortifications ainsi que son paysage constitué de roches lui valurent le surnom de The Rock (le rocher).
Le 30 décembre 1941, le président Manuel Quezón et le vice-président Sergio Osmeña y inaugurèrent un second mandat. Pendant la bataille des Philippines (1941-1942), le général américain Douglas MacArthur y installa son quartier-général. Il y resta jusqu'au 11 mars 1942, date à laquelle il évacua les lieux après la percée japonaise dans l'archipel.  Entre le 24 décembre 1941 et le 19 février 1942, Corregidor servit de nouveau lieu pour le siège du gouvernement du Commonwealth des Philippines. 
La radio Voice of Freedom (« voix de la liberté ») de l'USAFFE (forces des États-Unis dans l'Extrême-Orient) émettait depuis l'île. Au terme de la bataille de Corregidor, le 6 mai 1942, les troupes japonaises forcèrent la capitulation des dernières forces américaines et philippines qui y résidaient. L'île est reprise au terme d'une nouvelle bataille en février 1945.

### Articles annexes
- Bataille de Corregidor
- Seconde bataille de Corregidor
- Phare de Corregidor